# Hilde Spielová
Hilde Spielová (nepřechýleně Spiel; 19. října 1911 – 30. listopadu 1990) byla rakouská spisovatelka a novinářka, která získala řadu ocenění a vyznamenání.

## Život

### Mladí
Hilde Spiel se narodila ve Vídni v prosperující asimilované židovské rodině. Její dědeček z otcovy strany dosáhl ve Vídni významného postavení jako obchodník. Její rodiče, kteří se v dospělosti stali římskými katolíky, byli Hugo F. Spiel, inženýr, výzkumný chemik a důstojník rakousko-uherské armády během 1. světové války; a Marie (rozená Gutfeld). Prvních deset let svého života žila v zahradním bytě v Heiligenstadtu. Neměla žádné sourozence.

### Studium a emigrace
Po maturitě studovala filozofii na vídeňské univerzitě, mimo jiné u Moritze Schlicka. V letech 1933 až 1935 pracovala v Průmyslově psychologickém výzkumném středisku na Vídeňské univerzitě, v roce 1933 vstoupila do Sociálně demokratické dělnické strany (která byla zakázána v roce 1934) a napsala své první dva romány. Doktorát získala v roce 1936 s Versuch einer Darstellungstheorie des Films (Pokus o reprezentační teorii filmu). Ve stejném roce emigrovala do Londýna, kde se provdala za spisovatele a novináře Petera de Mendelssohna. Když se usadili v Londýně, měli dvě děti.

### Poválečná doba
V roce 1946 v uniformě britské armády odletěla vojenským letadlem do Vídně jako válečná zpravodajka New Statesman. 7. března 1946 se vrátila do Londýna a sepsala poznámky, které si udělala o svých pozorováních ve Vídni, jako cestovní zprávu.

### Návrat do Rakouska
Od roku 1955 měla druhý domov v St. Wolfgang v Horním Rakousku. V roce 1963 se vrátila do Rakouska, kde pokračovala v práci kulturní korespondentky pro Frankfurter Allgemeine Zeitung (FAZ) a vydala několik svazků esejí a svých memoárů.

## Kariéra
Kromě své novinářské práce byla Hilde Spiel autorkou románů, příběhů a děl z kulturní historie.